# 이의방
이의방(李義方, ? ~ 1175년 1월 19일(율리우스력1월 12일)(1174년 음력 12월 18일)은 고려의 무신이다. 본관은 전주(全州)이다. 1170년(고려 의종 23년) 정중부, 이고와 함께 무신정변을 일으켜 응양용호군(鷹揚龍虎軍)의 중랑장(中郞將)에 임명되고, 무신정권을 수립한 뒤 대장군(大將軍) 전중감(殿中監) 겸 집주(執奏)에 임명되었다. 좌승선(左承宣)으로 조위총의 난을 진압하던 중 정중부의 아들인 정균에 의해 피살되었다.

## 생애

### 출생과 가계
이의방은 전라도 전주에서 대장군 이용부(李勇夫)와 이씨(李氏, 정승 이형(李珩)의 딸)의 차남으로 태어났다.
전주에서 대대로 살아온 토착 세력으로 전주의 호족이였다. 위로 형 이준의가 있었고, 아래로는 여동생 1명과 남동생 이린, 이거가 태어났다. 또한 그의 숙부 이단신(李端信)은 문하시중을 지냈다고하나, 씨족원류에서는 호장(戶長), 비록 조선시대에는 지방세력들이 격하되어 오해하는 이들이 있지만 고려시대에 호장(戶長)은 과거 당대등(黨大等)이라는 직책으로 그 지역 토호들이 임명되는 최고위직이였으니, 호장(戶長)을 지낸 이궁진(李宮進)의 둘째 아들로 기록되어 있고, 조선 왕조의 입장에서 기록된 '고려사'에서는 이의방과의 관계를 숨기고자 함인지 등장하지 않는다.
의종(毅宗) 말에 군관직인 산원으로 출사하여 견룡행수(牽龍行首)에 올랐다.

### 정치 활동

#### 무신 정변
김부식의 아들 김돈중이 무신인 정중부(鄭中夫)에게 수염을 태우며 횡포를 부린 일과 한뢰가 대장군 이소응의 빰을 때린 일로 무신들이 분개하여, 1170년(고려 의종 23년) 견룡행수로 재직 중 정중부, 이고(李高), 채원, 이의민 등과 함께 난을 일으켰다. 정변에 성공하자 의종(毅宗)을 폐위시키고, 스스로 응양용호군(鷹揚龍虎軍) 중랑장에 임명되고, 그의 형 이준의(李俊儀)는 승선으로 승진시켰다. 이어, 고려 제19대 국왕 명종(明宗)을 추대하자 명종을 왕위에 옹립한 공으로 벽상공신(壁上功臣)이 되었으며 그 뒤 대장군을 거쳐 전중감 겸 집주를 지냈다.

#### 숙청과 권력 장악
이어 무신정변에 반대하는 한순(韓順), 한공(韓恭), 신대여(申大輿), 사직재(史直哉), 차중규(車仲規) 등의 무신들을 숙청하는데, 이때 자신과 평소 친분이 있던 차중규는 목숨을 유배보내고 나머지는 참살한다. 이고가 악소(惡少) 패거리들과 법운사(法雲寺)의 승려 수혜(修惠), 개국사(開國寺)의 승려 현소(玄素) 등과 결탁하여 분수에 넘치는 뜻을 품자 그를 미워하게 되었다.
그 뒤 이고가 그를 제거하려 하자 1171년 이고를 제거하고, 순검군을 풀어 그의 어머니와 여당을 죽였으나, 그 아버지는 일찍이 자식인 고가 불초함을 미워하여 자식으로 삼지 않았으므로 귀양보냈다. 이어 중방(重房)을 강화하여 고위 무신들을 끌어들이고, 문신들만 임명했던 지방관에 하급 무신들도 임명하여 그들을 회유하였다. 그해 4월 채원(蔡元)의 정변기도를 사전에 적발하여 반대파를 제거하고 권력을 한층 강화하였다.
그러나 유력 견제세력이 몰락하면서 그 자신도 방만한 행동을 보이게 되는데 1173년에 왕녀를 봉하여 궁주(宮主)를 삼는데, 이의방이 기생들을 데리고 중방(重房)에서 여러 장수들과 더불어 술을 마시고 떠들며 북치는 소리가 대궐에까지 들려도 조금도 두려워하거나 거리낌이 없었을 정도였다.

#### 권력 강화와 갈등
1173년 무신 김보당(金甫當)이 동경에서 의종의 복위를 주장하며 난을 일으키자 토벌대를 보내 김보당의 난을 평정하였고, 후환을 제거하고자 이의민(李義旼)을 보내 의종을 시해하도록 시켰다.
이후 위위시경(衛尉侍卿)과 흥위위섭대장군 지병부사(興威衛攝大將軍知兵部事)를 지냈으며 1174년 4월 귀법사(歸法寺)의 승려 100명이 그를 죽이겠다고 습격하자 이들을 격퇴했으며, 중광사(重光寺), 홍호사(弘護寺) 등의 승려 2000명이 그를 죽이려고 몰려오자 이들을 죽이고 중광사·홍호사·귀법사·용흥사(龍興寺)·묘지사(妙智寺)·복흥사(福興寺) 등 여러 절을 불사른뒤, 절의 재산을 모두 빼앗았다.
이의방은 그 해에 권력자가 되었음에도 자신에 대한 대접이 소홀한 것에 불만을 품은 형 이준의(李俊儀)와 대립하였다. 그의 형 이준의가 그를 꾸짖어 "너에게 삼대악(三大惡)이 있으니, 그 하나는 임금을 쫓아내어 죽이고 그 저택과 희첩(姬妾)을 취함이요, 그 둘은 태후의 여동생을 위협하여 간통함이요, 그 셋은 국정을 마음대로 함이다."라고 하자, 그는 크게 노하여 사병들을 시켜 형 이준의를 죽이려 하였으나 문극겸(文克謙)의 만류로 그만두었다.
정권을 강화하기 위해 딸을 명종(明宗)의 아들에게 시집보내어 태자비로 삼았는데, 이는 그의 정치적 입지를 강화시켰다.
1174년 북계 40여 성이 가담한 조위총(趙位寵)의 난이 일어나자, 이를 진압하기 위해 서북면으로는 도원수 윤인첨을, 동북면으로는 도지휘사 최균을 보냈다. 그렇지만 서북면으로 향하던 윤인첨이 매복에 걸려 대패하고, 동북면으로 향하던 최균은 죽게 되었다. 다시 동북면으로는 두경승을 보내어 진압하였으나, 서북면에서는 조위총의 군대가 개경 턱밑까지 도착하였다. 대노한 이의방은 내통을 의심하여 서경 출신 상서 윤인미(尹仁美), 대장군 김덕신(金德臣), 장군 김석재(金錫才) 등 여러 사람을 죽여 저자에 효수하였다. 이후 이의방 자신이 직접 출정하니 예성강을 넘어 최숙을 선발대로 보내어 적을 혼란에 빠뜨린 후 격파하고 여세를 몰아 대동강까지 이르렀으나, 조위총의 군대가 성으로 들어가서 공성전을 펼치며 추위로 인해 전황이 어려워지자, 조위총의 아들을 포로로 잡고 개경으로 귀환하였다.

### 실각과 죽음
1174년 12월 서경으로 재출정을 준비하던 중, 선의문 밖에서 정중부의 아들 정균과 그의 사주를 받은 승려 종참 등에게 암살당한다.
형 이준의(李俊義)등 가족과 고득원(高得元) 등도 처형되었으며, 그의 딸도 태자비에서 축출된다. 훗날 그의 딸과 혼인했던 태자가 즉위하니 바로 강종(康宗)이다. 이의방의 딸은 복위되었고, 사평왕후(思平王后)로 추존된다.

### 사후
사후 2년이 지난 1176년 그의 문객이기도 했던 장군 이영령(李永齡)과 별장 고득시(高得時), 대정(隊正) 돈장(敦章) 등이 정중부를 죽여 이의방의 원수를 갚고자 하였으나, 거사가 사전에 발각되어 귀양가게 된 사건이 발생하였다.
그와 이준의는 다른 무신 집정들과 함께 고려사 반역 열전에 실렸고, 전주 이씨 족보에서도 사라졌다. 조선 왕조가 들어서고 정중부는 세간에 그 이름이 오르내린데 반하여, 이의방과 이준의는 1910년 대한제국이 멸망할 때까지 금기시되어 언급이 금지되었다. 1970년대 고려사, 고려사절요 등을 국역으로 간행하는 과정에서 이의방의 동생 이린이 문극겸의 사위라는 점과 내시집주를 역임한 점의 유사성이 확인되었다.
이의방의 동생 이린의 6대손인 이성계는 고려를 멸망시키고 조선을 건국하였다.

## 가족 관계
- 조부 : 호장 이궁진(戶長 李宮進)
- 조모 : 김씨(金氏) 또는 이씨(李氏)
- 아버지 : 무신 이용부(武臣 李勇夫)
- 어머니 : 이씨(李氏) - 정승 이형(李珩)의 딸
  - 형 : 승선 이준의(承宣 李俊儀, ?~1174년)
  - 동생 : 이린(李隣)
  - 동생 : 이거(李琚)
  - 매제 : 동지추밀원사(同知樞密院事) 우학유(于學儒, ? ~1179년 5월 갑자일) - 아버지 우방재(于邦宰)
  - 부인 : 부인 조씨(夫人 曺氏)
    - 장녀 : 사평왕후 이씨(思平王后 李氏)
    - 사위 : 강종(康宗, 1152 ~ 1213)
      - 외손녀 : 수령궁주(壽寧宮主, 1174 ~ ? )

### 가계도
|  |  |                 |                 |                 |                 |                 |                 | 이진유 (李珍有) |                 |                 |                 |                 |                 |                               |                               |                               |                               |                               |                               |                       |                       |                       |                       |             |             |             |             |             |             |                               |                               |                               |                               |                               |                               |             |             |             |             |  |  |            |            |            |            |            |            |  |  |                 |                 |                 |                 |                 |                 |  |  |
|  |  |                 |                 |                 |                 |                 |                 |                 |                 |                 |                 |                 |                 |                               |                               |                               |                               |                               |                               |                       |                       |                       |                       |             |             |             |             |             |             |                               |                               |                               |                               |                               |                               |             |             |             |             |  |  |            |            |            |            |            |            |  |  |                 |                 |                 |                 |                 |                 |  |  |
|  |  |                 |                 |                 |                 |                 |                 | 이궁진 (李宮進) | 이궁진 (李宮進) | 이궁진 (李宮進) | 이궁진 (李宮進) | 이궁진 (李宮進) | 이궁진 (李宮進) |                               |                               |                               |                               |                               |                               |                       |                       | 이형 (李珩)           | 이형 (李珩)           | 이형 (李珩) | 이형 (李珩) | 이형 (李珩) | 이형 (李珩) |             |             |                               |                               |                               |                               |                               |                               |             |             |             |             |  |  |            |            |            |            |            |            |  |  |                 |                 |                 |                 |                 |                 |  |  |
|  |  |                 |                 |                 |                 |                 |                 | 이궁진 (李宮進) | 이궁진 (李宮進) | 이궁진 (李宮進) | 이궁진 (李宮進) | 이궁진 (李宮進) | 이궁진 (李宮進) |                               |                               |                               |                               |                               |                               |                       |                       | 이형 (李珩)           | 이형 (李珩)           | 이형 (李珩) | 이형 (李珩) | 이형 (李珩) | 이형 (李珩) |             |             |                               |                               |                               |                               |                               |                               |             |             |             |             |  |  |            |            |            |            |            |            |  |  |                 |                 |                 |                 |                 |                 |  |  |
|  |  |                 |                 |                 |                 |                 |                 |                 |                 |                 |                 |                 |                 |                               |                               |                               |                               |                               |                               |                       |                       |                       |                       |             |             |             |             |             |             |                               |                               |                               |                               |                               |                               |             |             |             |             |  |  |            |            |            |            |            |            |  |  |                 |                 |                 |                 |                 |                 |  |  |
|  |  |                 |                 |                 |                 |                 |                 |                 |                 |                 |                 |                 |                 |                               |                               |                               |                               |                               |                               |                       |                       |                       |                       |             |             |             |             |             |             |                               |                               |                               |                               |                               |                               |             |             |             |             |  |  |            |            |            |            |            |            |  |  |                 |                 |                 |                 |                 |                 |  |  |
|  |  |                 |                 |                 |                 |                 |                 |                 |                 |                 |                 |                 |                 |                               |                               |                               |                               |                               |                               |                       |                       |                       |                       |             |             |             |             |             |             |                               |                               |                               |                               |                               |                               |             |             |             |             |  |  |            |            |            |            |            |            |  |  |                 |                 |                 |                 |                 |                 |  |  |
|  |  | 이단신 (李端信) | 이단신 (李端信) | 이단신 (李端信) | 이단신 (李端信) | 이단신 (李端信) | 이단신 (李端信) |                 |                 |                 |                 |                 |                 | 이용부 (李勇夫)               | 이용부 (李勇夫)               | 이용부 (李勇夫)               | 이용부 (李勇夫)               | 이용부 (李勇夫)               | 이용부 (李勇夫)               |                       |                       | 이형의 딸             | 이형의 딸             | 이형의 딸   | 이형의 딸   | 이형의 딸   | 이형의 딸   |             |             |                               |                               |                               |                               |                               |                               |             |             |             |             |  |  |            |            |            |            |            |            |  |  |                 |                 |                 |                 |                 |                 |  |  |
|  |  | 이단신 (李端信) | 이단신 (李端信) | 이단신 (李端信) | 이단신 (李端信) | 이단신 (李端信) | 이단신 (李端信) |                 |                 |                 |                 |                 |                 | 이용부 (李勇夫)               | 이용부 (李勇夫)               | 이용부 (李勇夫)               | 이용부 (李勇夫)               | 이용부 (李勇夫)               | 이용부 (李勇夫)               |                       |                       | 이형의 딸             | 이형의 딸             | 이형의 딸   | 이형의 딸   | 이형의 딸   | 이형의 딸   |             |             |                               |                               |                               |                               |                               |                               |             |             |             |             |  |  |            |            |            |            |            |            |  |  |                 |                 |                 |                 |                 |                 |  |  |
|  |  |                 |                 |                 |                 |                 |                 |                 |                 |                 |                 |                 |                 |                               |                               |                               |                               |                               |                               |                       |                       |                       |                       |             |             |             |             |             |             |                               |                               |                               |                               |                               |                               |             |             |             |             |  |  |            |            |            |            |            |            |  |  |                 |                 |                 |                 |                 |                 |  |  |
|  |  |                 |                 |                 |                 |                 |                 |                 |                 |                 |                 |                 |                 |                               |                               |                               |                               |                               |                               |                       |                       |                       |                       |             |             |             |             |             |             |                               |                               |                               |                               |                               |                               |             |             |             |             |  |  |            |            |            |            |            |            |  |  |                 |                 |                 |                 |                 |                 |  |  |
|  |  |                 |                 |                 |                 |                 |                 |                 |                 |                 |                 |                 |                 |                               |                               |                               |                               |                               |                               |                       |                       |                       |                       |             |             |             |             |             |             |                               |                               |                               |                               |                               |                               |             |             |             |             |  |  |            |            |            |            |            |            |  |  |                 |                 |                 |                 |                 |                 |  |  |
|  |  |                 |                 |                 |                 |                 |                 |                 |                 |                 |                 |                 |                 |                               |                               |                               |                               |                               |                               |                       |                       |                       |                       |             |             |             |             |             |             |                               |                               |                               |                               |                               |                               |             |             |             |             |  |  |            |            |            |            |            |            |  |  |                 |                 |                 |                 |                 |                 |  |  |
|  |  | 이준의 (李俊義) | 이준의 (李俊義) | 이준의 (李俊義) | 이준의 (李俊義) | 이준의 (李俊義) | 이준의 (李俊義) |                 |                 | 이의방 (李義方) | 이의방 (李義方) | 이의방 (李義方) | 이의방 (李義方) | 이의방 (李義方)               | 이의방 (李義方)               |                               |                               | 최씨 부인 (崔氏 夫人)         | 최씨 부인 (崔氏 夫人)         | 최씨 부인 (崔氏 夫人) | 최씨 부인 (崔氏 夫人) | 최씨 부인 (崔氏 夫人) | 최씨 부인 (崔氏 夫人) |             |             | 이린        | 이린        | 이린        | 이린        | 이린                          | 이린                          |                               |                               | 이거 (李琚)                   | 이거 (李琚)                   | 이거 (李琚) | 이거 (李琚) | 이거 (李琚) | 이거 (李琚) |  |  | 이씨(李氏) | 이씨(李氏) | 이씨(李氏) | 이씨(李氏) | 이씨(李氏) | 이씨(李氏) |  |  | 우학유 (于學儒) | 우학유 (于學儒) | 우학유 (于學儒) | 우학유 (于學儒) | 우학유 (于學儒) | 우학유 (于學儒) |  |  |
|  |  | 이준의 (李俊義) | 이준의 (李俊義) | 이준의 (李俊義) | 이준의 (李俊義) | 이준의 (李俊義) | 이준의 (李俊義) |                 |                 | 이의방 (李義方) | 이의방 (李義方) | 이의방 (李義方) | 이의방 (李義方) | 이의방 (李義方)               | 이의방 (李義方)               |                               |                               | 최씨 부인 (崔氏 夫人)         | 최씨 부인 (崔氏 夫人)         | 최씨 부인 (崔氏 夫人) | 최씨 부인 (崔氏 夫人) | 최씨 부인 (崔氏 夫人) | 최씨 부인 (崔氏 夫人) |             |             | 이린        | 이린        | 이린        | 이린        | 이린                          | 이린                          |                               |                               | 이거 (李琚)                   | 이거 (李琚)                   | 이거 (李琚) | 이거 (李琚) | 이거 (李琚) | 이거 (李琚) |  |  | 이씨(李氏) | 이씨(李氏) | 이씨(李氏) | 이씨(李氏) | 이씨(李氏) | 이씨(李氏) |  |  | 우학유 (于學儒) | 우학유 (于學儒) | 우학유 (于學儒) | 우학유 (于學儒) | 우학유 (于學儒) | 우학유 (于學儒) |  |  |
|  |  |                 |                 |                 |                 |                 |                 |                 |                 |                 |                 |                 |                 |                               |                               |                               |                               |                               |                               |                       |                       |                       |                       |             |             |             |             |             |             |                               |                               |                               |                               |                               |                               |             |             |             |             |  |  |            |            |            |            |            |            |  |  |                 |                 |                 |                 |                 |                 |  |  |
|  |  |                 |                 |                 |                 |                 |                 |                 |                 |                 |                 |                 |                 | 사평왕후 이씨 (思平王后 李氏) | 사평왕후 이씨 (思平王后 李氏) | 사평왕후 이씨 (思平王后 李氏) | 사평왕후 이씨 (思平王后 李氏) | 사평왕후 이씨 (思平王后 李氏) | 사평왕후 이씨 (思平王后 李氏) |                       |                       | 강종 (康宗)           | 강종 (康宗)           | 강종 (康宗) | 강종 (康宗) | 강종 (康宗) | 강종 (康宗) |             |             | 원덕왕후 유씨 (元德王后 柳氏) | 원덕왕후 유씨 (元德王后 柳氏) | 원덕왕후 유씨 (元德王后 柳氏) | 원덕왕후 유씨 (元德王后 柳氏) | 원덕왕후 유씨 (元德王后 柳氏) | 원덕왕후 유씨 (元德王后 柳氏) |             |             |             |             |  |  |            |            |            |            |            |            |  |  |                 |                 |                 |                 |                 |                 |  |  |
|  |  |                 |                 |                 |                 |                 |                 |                 |                 |                 |                 |                 |                 | 사평왕후 이씨 (思平王后 李氏) | 사평왕후 이씨 (思平王后 李氏) | 사평왕후 이씨 (思平王后 李氏) | 사평왕후 이씨 (思平王后 李氏) | 사평왕후 이씨 (思平王后 李氏) | 사평왕후 이씨 (思平王后 李氏) |                       |                       | 강종 (康宗)           | 강종 (康宗)           | 강종 (康宗) | 강종 (康宗) | 강종 (康宗) | 강종 (康宗) |             |             | 원덕왕후 유씨 (元德王后 柳氏) | 원덕왕후 유씨 (元德王后 柳氏) | 원덕왕후 유씨 (元德王后 柳氏) | 원덕왕후 유씨 (元德王后 柳氏) | 원덕왕후 유씨 (元德王后 柳氏) | 원덕왕후 유씨 (元德王后 柳氏) |             |             |             |             |  |  |            |            |            |            |            |            |  |  |                 |                 |                 |                 |                 |                 |  |  |
|  |  |                 |                 |                 |                 |                 |                 |                 |                 |                 |                 |                 |                 |                               |                               |                               |                               |                               |                               |                       |                       |                       |                       |             |             |             |             |             |             |                               |                               |                               |                               |                               |                               |             |             |             |             |  |  |            |            |            |            |            |            |  |  |                 |                 |                 |                 |                 |                 |  |  |
|  |  |                 |                 |                 |                 |                 |                 |                 |                 |                 |                 |                 |                 |                               |                               |                               |                               | 수령궁주 (壽寧宮主)           | 수령궁주 (壽寧宮主)           | 수령궁주 (壽寧宮主)   | 수령궁주 (壽寧宮主)   | 수령궁주 (壽寧宮主)   | 수령궁주 (壽寧宮主)   |             |             | 고종 (高宗) | 고종 (高宗) | 고종 (高宗) | 고종 (高宗) | 고종 (高宗)                   | 고종 (高宗)                   |                               |                               |                               |                               |             |             |             |             |  |  |            |            |            |            |            |            |  |  |                 |                 |                 |                 |                 |                 |  |  |

## 이의방이 등장한 작품
- 《무인시대》(KBS 드라마, 2003년~2004년, 배우:서인석)

## 기타
문극겸은 그의 두 딸을 이의방의 동생인 이린, 이거에게 시집을 보냈다. 그러나 문극겸은 이의방을 특별하게 대해지도 않았고, 무인들에게 아부하지도 않았다. 중립의 자세를 유지하였으므로 이의방의 두 동생에게 딸을 보내 장인이 되었지만 무신정변 이후에도 목숨을 유지할 수 있었다.

## 같이 보기
| - 무신정변 - 김보당의 난 - 조위총의 난 - 고려 강종 - 고려 고종 - 이준의 - 이린 - 이양무 - 문극겸 - 이고 - 채원 | - 고려 의종 - 고려 명종 - 사평왕후 - 이양무 - 경대승 - 경진 - 김군수 - 최충헌 - 정지상 - 김돈중 - 김부식 | - 조위총 - 김보당 - 두경승 - 이의민 - 고려 강종 - 고려 고종 - 우학유 |

## 관련 서적
- 고려사
- 고려사절요
- 만성대동보
- 동사강목